# شن يي (لاعب كرة الريشة)
شن يي (بالصينية: 沈烨) هو لاعب كرة الريشة صيني، ولد في 11 مارس 1987 في تشانغتشو في الصين.

## وصلات خارجية
- شن يي على موقع BWF.tournamentsoftware.com (الإنجليزية)
- شن يي على موقع BWFbadminton.com (الإنجليزية)
- شن يي على موقع اللجنة الأولمبية الصينية (الإنجليزية)